# شیوال (فلوریدا)
شیوال (به انگلیسی: Cheval) یک منطقهٔ مسکونی در ایالات متحده آمریکا است که در شهرستان هیلزبرو، فلوریدا واقع شده‌است. شیوال ۱۷٫۶ کیلومتر مربع مساحت و ۱۰٬۷۰۲ نفر جمعیت دارد و ۱۸ متر بالاتر از سطح دریا واقع شده‌است.